# Globos de Ouro 2001

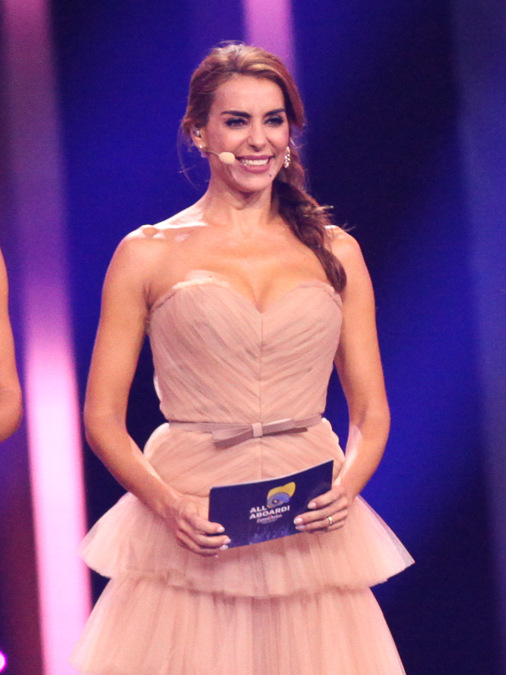
Catarina Furtado

Die 6. Verleihung der portugiesischen Auszeichnung Globo de Ouro fand am 8. April 2001 im Coliseu dos Recreios in Lissabon statt. Sie wurde von Catarina Furtado moderiert.
Für ihre Leistungen im Jahr 2000 erhielten im Jahr 2001 folgende Persönlichkeiten den Globo de Ouro: 

## Kategorien

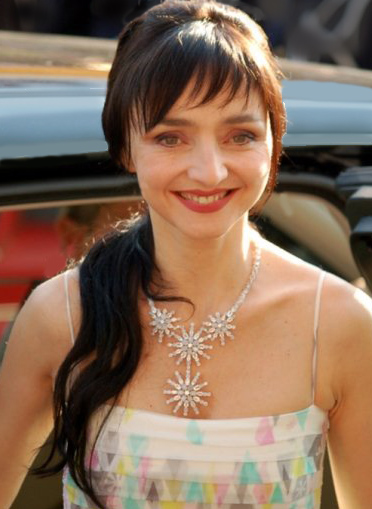
Maria de Medeiros

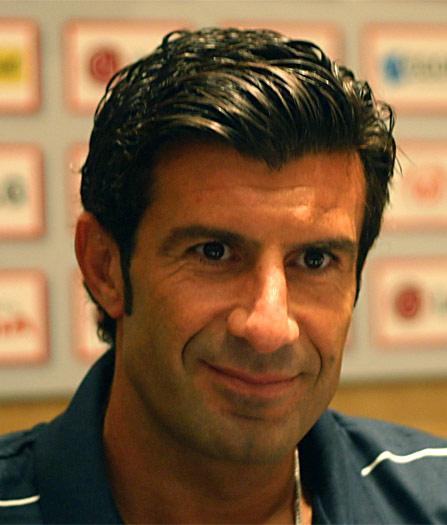
Luís Figo

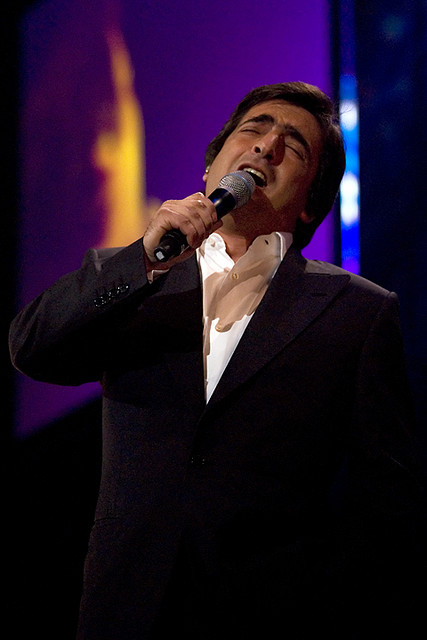
Camané

### Kino
- Bester Film: Capitães de Abril von Maria de Medeiros
- Bester Regisseur: Manoel de Oliveira
- Beste Schauspielerin: Maria de Medeiros für Capitães de Abril (Regie: Maria de Medeiros)
- Bester Schauspieler: Vítor Norte für Tarde Demais (Regie: José Nascimento)

### Sport
- Persönlichkeit des Jahres: Luís Figo

### Mode
- Persönlichkeit des Jahres: Portugal Fashion

### Theater
- Persönlichkeit des Jahres: Filipe La Féria

### Musik
- Bester Einzelinterpret: Camané
- Beste Gruppe: Silence 4
- Bestes Lied: Sopro do Coração – Clã

### Fernsehen
- Bester Moderator Information: Rodrigo Guedes de Carvalho
- Bester Moderator Unterhaltung: Carlos Cruz
- Beste Sendung Fiktion und Komödie: Cuidado com as Aparências
- Beste Sendung Unterhaltung: Herman SIC
- Beste Sendung Information: Esta Semana

### Radio
- Persönlichkeit des Jahres: Fernando Alves

### Lebenswerk
- João Lagos